# Pseudoheteronyx baldiensis
Pseudoheteronyx baldiensis är en skalbaggsart som beskrevs av Blackburn 1892. Pseudoheteronyx baldiensis ingår i släktet Pseudoheteronyx och familjen Melolonthidae. Inga underarter finns listade i Catalogue of Life.